# Tamba carnitincta
Tamba carnitincta là một loài bướm đêm trong họ Noctuidae.